# Üzérkedés
Az üzérkedés a Magyar Népköztársaság idején a korábbi jogban egy bűncselekmény illetve szabálysértés volt. A rendszerváltás folyamán a gazdaság átalakítása is merőben új szemléletű büntetőjogi szabályozást igényelt. Ennek során megszűnt az üzérkedés bűncselekménnyé illetve szabálysértéssé minősítése is.

## Az 1961. évi Büntető Törvénykönyvben
Az 1961. évi V. törvény (Btk.) 236. §-a szabályozta az üzérkedés bűncselekményét.
Aki
- a)	megfelelő jogosítvány nélkül kereskedelmi tevékenységet folytat vagy ipari vállalkozást tart fenn,
- b)	áruval gazdaságilag indokolatlan közbenső kereskedést űz, vagy azzal árdrágításra alkalmas más módon üzérkedik,

három évig terjedő szabadságvesztéssel büntetendő.
A büntetés egy évtől öt évig terjedő szabadságvesztés, ha az üzérkedést
- a)	üzletszerűen,
- b)	visszaesőként,
- c)	bűnszövetségben,
- d)	jelentős mennyiségű vagy értékű árura követték el,
- e)	devizagazdálkodást sértő bűntettel (247. §) vagy vámbűntettel (249. §) összefüggően követték el,
- f)	úgy leplezték, mintha az azzal járó gazdasági tevékenységet állami vállalat, egyéb állami gazdálkodó szerv vagy szövetkezet szabályszerű működése körében fejtette volna ki.[3]

A büntetés két évtől nyolc évig terjedő szabadságvesztés, ha az üzérkedés a népgazdaság érdekeit súlyosan sértette, ha pedig ebben az esetben a bűncselekmény a (2) bekezdés szerint is minősül, a büntetés öt évtől tizenöt évig terjedő szabadságvesztés.
A (2) és (3) bekezdés eseteiben mellékbüntetésként vagyonelkobzásnak visszaesővel szemben pedig kitiltásnak is helye van.

## Az 1978. évi IV. törvényben
Az 1978. évi IV. törvény a gazdálkodás rendjét sértő bűncselekmények közé sorolt üzérkedést a következőképpen határozta meg:
- 299. § (1) Aki
- a) jogosulatlanul kereskedelmi tevékenységet folytat vagy vállalkozást tart fenn,
- b) áruval gazdaságilag indokolatlan közbenső kereskedést űz, vagy azzal árdrágításra alkalmas más módon üzérkedik, vétséget követ el és két évig terjedő szabadságvesztéssel büntetendő.
- (2) A büntetés bűntett miatt öt évig terjedő szabadságvesztés, ha az üzérkedést
- a) üzletszerűen,
- b) bűnszövetségben,
- c) jelentős mennyiségű vagy értékű árura,
- d) devizagazdálkodás megsértésével [309. § (1) bekezdés], csempészettel vagy vámorgazdasággal [312. § (1) bekezdés] összefüggésben,
- e) gazdálkodó szervezet szabályszerű működésével álcázva

követik el.
- (3) A büntetés két évtől nyolc évig terjedő szabadságvesztés, ha a bűncselekmény a népgazdaságnak hátrányt okoz.
- 300. § Aki üzletszerűen pénzt kölcsönöz, bűntettet követ el és három évig terjedő szabadságvesztéssel büntetendő.